# Louis Archambault Dorvigny
Louis Archambault Dorvigny (auch kurz: Dorvigny; * 30. März 1742 in Paris; † 5. Januar 1812 ebenda) war ein französischer Schriftsteller.

## Leben und Werk
Louis-François Archambault galt als natürlicher Sohn von Ludwig XV. Nach einer abenteuerlichen Jugend im Orient wurde er in Paris Schauspieler und schrieb unter dem Pseudonym Dorigny Theaterstücke, ab 1779 für das neu gegründete Théâtre des Variétés-Amusantes. Er brachte es insgesamt auf 400 Stücke. Berühmt waren seine in Serie benutzten Figuren Janot und Jocrisse, die von dem Schauspieler Volange (1756–1808) populär gemacht wurden. Der Tölpel Janot benutzt lächerliche Satzkonstruktionen, die unter dem Namen janotisme in die französische Sprache eingegangen sind. Jocrisse verkörpert den naiven Vertreter des Bürgerstands mit absurder Logik. Janot trat zuerst 1779 in dem Stück Janot ou Les battus paient l’amende auf, das sogleich 100 Aufführungen erlebte und im 20. Jahrhundert zweimal nachgedruckt wurde. Die Jocrisse-Serie begann 1793 mit dem Stück Le Désespoir de Jocrisse. Bedienstete sprechen in manchen Stücken das für das Theater des 18. Jahrhunderts typische Bauernfranzösisch (z. B. j’allons = ich gehe).
Einige Stücke wurden ins Deutsche übersetzt. Das Libretto von Wenzel Müllers komischer Oper Wer den Schaden hat, darf für den Spott nicht sorgen (1798) wurde von Karl Friedrich Hensler nach einem Stück von Dorvigny verfasst.
Dorvigny schrieb mehrere Romane. Einer seiner erotischen Romane wurde ins Deutsche übersetzt.
Dorvigny starb 1812 im Alter von 69 Jahren.

## Werke (Auswahl)

### Theater
- Christophe le Rond. 1782. (mit Bauernfranzösisch)
  - (deutsch) Christoph Ehrlich. Ein Lustspiel in einem Aufzuge. Wien 1784.
- (Quelle nicht ermittelt)
  - (deutsch) Zwanzigtausend Thaler. Ein Lustspiel in einem Aufzuge. Frei nach dem Französischen des Dorvigny. Von Andreas Joseph von Guttenberg. 1820.
- Nitouche et Guignolet. Comédie en un acte (1802). Janot ou les Battus payent l’amende. Comédie-folie en 1 acte (1779). Hrsg. Adolphe Rion. Paris 1878.
- Blaise le hargneux. Comédie en 1 acte (1782). Jocrisse changé de condition. Folie-comédie en 2 actes (1793). Hrsg. Adolphe Rion. Paris 1878.
- Le désespoir de Jocrisse. Folie-comédie en 2 actes (1792). On fait ce qu’on peut et non ce qu’on veut. Hrsg. Adolphe Rion. Paris 1878.
- Les battus paient l’amende und Janot chez le dégraisseur. In: Henri Lavedan: Volange. Comédien de la Foire (1756–1808). Tallandier, Paris 1933.
- Les battus paient l’amende. In: Jacques Truchet (Hrsg.) Théâtre du XVIIIe siècle. Bd. 2. Gallimard, Paris 1974.
- Le nègre blanc. Comédie en un acte et en prose. Hrsg. Sylvie Chalaye und Vanessa Boulaire. L’Harmattan, Paris 2019.

### Romane
- Ma tante Geneviève, ou Je l’ai échappé belle. Hrsg. P. Lacroix. Gay et Doucé, Brüssel 1882. (Roman)
  - (deutsch) Meine Tante Geneviève. Die erotischen Abenteuer einer französischen Lebedame. Heyne, München 1986. Passion, Königswinter 2014.